# Застава М07
Застава М07 је снајперска пушка калибра 7.62x51mm, конструисан у фабрици Застава оружје из Крагујевца. Функционише као пушка репетирка са обртночепним затварачем, на бази чувеног система Маузер 98.
Компанија Застава производи и цивилну верзију М07 Match, док се војна још увек налази у фази испитивања, пре него што буде уведена у наоружање неке војне или полицијске јединице. Под истом ознаком се производи и тешки митраљез М07, намењен монтирању на возила.
2023. године Застава М07 уведена је у наоружање 72. бригаде за специјалне операције Војске Србије.

## Карактеристике
Застава М07 је заснована на Маусер принципу. Цијев је израђена од хром-ванадијум челика методом хладног ковања, што јој гарантује велику тачност, прецизност и дуготрајност. Сандук механизма је полигоналног облика, са интегралном Пикатини шином који омогућава постављање оптичких уређаја. Механичка кочница има 3 положаја: укочено, откочено и сигуран положај. Код сигурног положаја је могуће одбравити механизам али није могуће опаљење. Навој на устима цијеви омогућава монтажу пратећих уређаја, а заштићен је навојним прстеном. Кундак има могућност прилагођавања ергономији стријелца. Промјена дужине кундака остварује се промјеном броја уметака. Промјена висине се остварује помјерањем поткова и помјерањем образине. Преклапајуће двоножно постоље може да се подеси према величини заклона иза кога се стријелац налази. Пуњење се врши из одвојивог магацина, капацитета 5 метака. Ископчавање магацина се врши притиском на дугме, на десној страни карабина.

## Варијанте
Застава М07 AS је истих карактеристика као и М07 само са преклапајућим кундаком.
Застава М07 AF је истих карактеристика као и М07 само са фиксним кундаком.